# Чорна чайка
«Чорна чайка» (рос. «Черная чайка») — російський радянський художній фільм 1962 року, дебютна режисерська робота Григорія Колтунова.

## Зміст
Після того як на Кубі відбулася революція, американці не одразу відмовилися від задуму повернути свій вплив на цей острів. Вони засилали диверсантів, які за допомогою зброї вирішували всі питання. У той час в одному з місцевих рибальських селищ жив хлопчина Маноло, знатний вигадник, котрому судилося стати частиною дорослих планів.

## Ролі
- Джейхун Джамаль — Маноло
- Микола Волков-ст. — Мануель (дідусь Маноло, рибалка на прізвисько «Чорна чайка»)
- Юлія Севела — Марія (мати Маноло)
- Олексій Локтєв — Рамон (революціонер, солдат підрозділу берегової охорони)
- Анатолій Адоскін — Антоніо (філолог і поет, командир підрозділу берегової охорони)
- Сергій Юрський — Хосе Гіельматель (артист-стрілець бродячого цирку)

## Знімальна група
- Режисер: Григорій Колтунов
- Сценарій: Григорій Колтунов
- Оператор: Дмитро Месхієв
- Художник: Ісаак Каплан
- Композитор: Антоніо Спадавеккіа
- Звукооператор: Микола Косарев
- Директор фільму: Марк Рисс